# Lotusflow3r / MPLSound
Lotusflower es el trigesimosegundo álbum de estudio del músico estadounidense Prince, lanzado el 24 de marzo de 2009 por NPG Records. Consta de tres álbumes: LOtUSFLOW3R, MPLSOUND y Elixer, el álbum debut de Bria Valente, protegida de Prince.

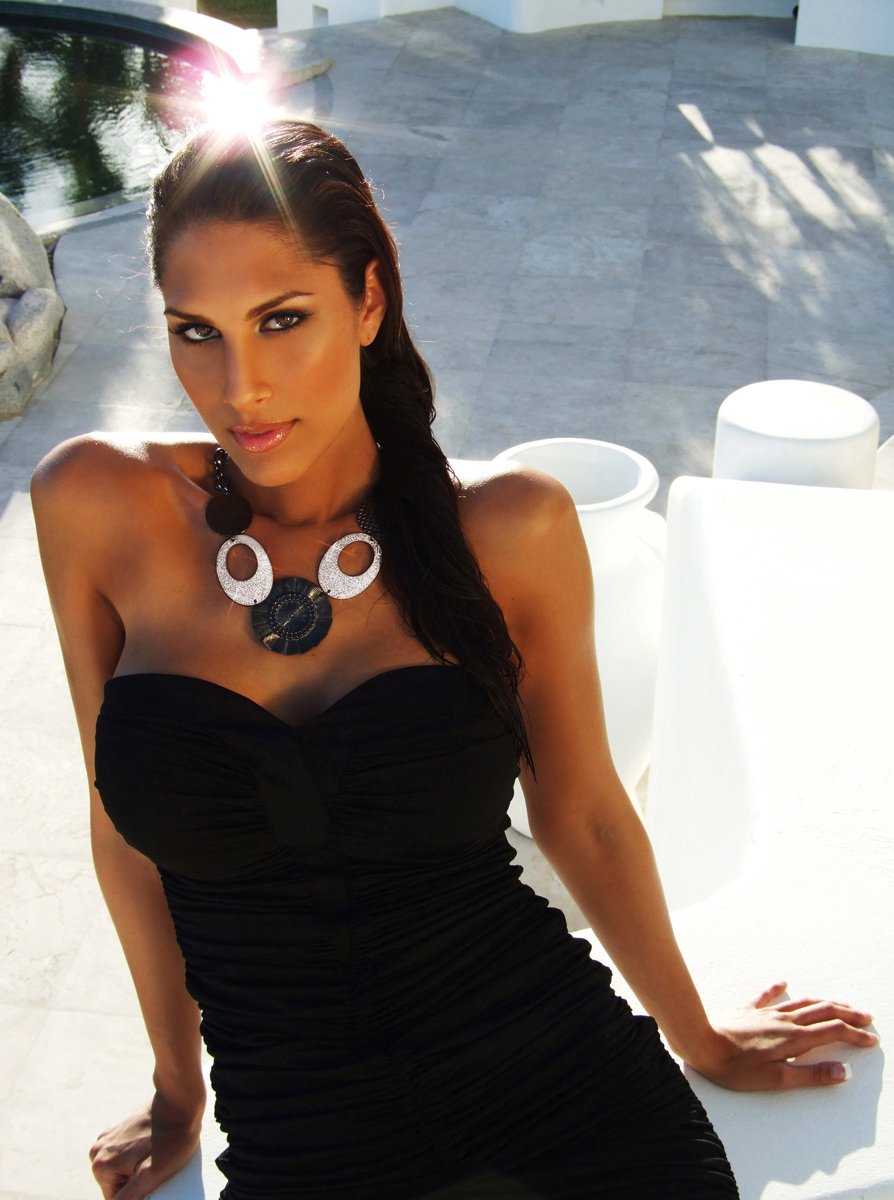
Bria Valente, artista en el álbum Elixir.

## Lista de canciones

### Lotusflow3r
1. "From the Lotus..." – 2:46
2. "Boom" – 3:19
3. "Crimson and Clover" – 3:52
4. "4ever" – 3:47
5. "Colonized Mind" – 4:47
6. "Feel Good, Feel Better, Feel Wonderful" – 3:52
7. "Love Like Jazz" – 3:49
8. "77 Beverly Park" – 3:04
9. "Wall of Berlin" – 4:16
10. "$" – 3:58
11. "Dreamer" – 5:30
12. "...Back 2 the Lotus" – 5:34

### MPLSound
1. "(There'll Never B) Another Like Me" – 6:01
2. "Chocolate Box" – 6:14
3. "Dance 4 Me" – 4:58
4. "U're Gonna C Me" – 4:36
5. "Here" – 5:15
6. "Valentina" – 3:59
7. "Better with Time" – 4:54
8. "Ol' Skool Company" – 7:30
9. "No More Candy 4 U" – 4:14

### Elixer
1. "Here Eye Come" – 4:28
2. "All This Love" – 4:39
3. "Home" – 4:26
4. "Something U Already Know" – 5:44
5. "Everytime" – 3:50
6. "2nite" – 5:02
7. "Another Boy" – 3:56
8. "Kept Woman" – 4:15
9. "Immersion" – 4:02
10. "Elixer" (con Prince) – 4:00

## Listas de éxitos
| Lista (2009)                 | Posición |
| ---------------------------- | -------- |
| Bélgica (Ultratop flamenca)  | 44       |
| Bélgica (Ultratop valona)    | 78       |
| Países Bajos (Album Top 100) | 23       |
| Francia (SNEP)               | 14       |
| Italia (FIMI)                | 65       |